# Floribert Anzuluni
Floribert Anzuluni Isiloketshi, né en 1983 à Kinshasa au Zaïre, est un militant et homme politique congolais. Il est président du parti Alternative citoyenne. Anzuluni est désigné candidat à l'élection présidentielle du 20 décembre 2023 à l'issue de primaires organisées par la plateforme Alternative pour un Congo nouveau. Floribert Anzuluni est nommé ministre de l'Intégration régionale dans le gouvernement Suminwa en août 2025.

## Biographie
Floribert Anzuluni Isiloketshi est né en 1983, à Kinshasa, au Zaïre. Son père, Célestin Anzuluni Bembe Isolonyonyi, président de l'Assemblée nationale du Zaïre (ancien nom de la RDC) entre 1988 et 1992, est originaire du Sud-Kivu.
Floribert Anzuluni est rapidement contraint à quitter le pays du fait de l’instabilité politique de l’époque. Il effectue ses études secondaires dans la ville belge de Mons. En 2006, il obtient un diplôme universitaire en sciences politiques de l’Université de Montréal au Canada. Après l’obtention de son diplôme, il décide de retourner s'installer à Kinshasa,.
Il commence sa carrière professionnelle dans le secteur bancaire et travaille successivement au sein de la banque sudafricaine Standard Bank et de Ecobank en tant que directeur des risques,.
En 2015, Floribert Anzuluni cofonde le mouvement citoyen Filimbi (« coup de sifflet » en swahili) dont l'objectif est d’accroître la participation citoyenne des jeunes Congolais et d’encourager le dialogue entre la jeunesse et les acteurs politiques. Il coordonne le mouvement d'avril 2015 à décembre 2022,. Face à la répression du mouvement, Floribert Anzuluni est contraint à l'exil de mars 2015 jusqu'en novembre 2019, après l'élection de Félix Tshisekedi,,. Floribert Anzuluni travaille aussi avec The Sentry (en), une ONG américaine de lutte contre la corruption.
Le 11 septembre 2023, il devient président du parti Alternative citoyenne. Le 5 octobre 2023, au terme d'une primaire organisée par la plateforme Alternative pour un Congo nouveau (ACN), il est élu candidat de la société civile à l'élection présidentielle du 20 décembre 2023 devant Joëlle Bile Batali,,. La campagne d'Anzuluni comporte trois axes principaux : la lutte contre la corruption, la sécurité et la « situation économique liée au social »,,.
Anzuluni obtient 13 707 voix et 0,08 % des suffrages lors de l'élection. Anzuluni, Moïse Katumbi et Martin Fayulu, tous trois candidats à l'élection présidentielle, réclament l'annulation des éléctions de décembre critiquant l'absence de toute compilation des votes par bureau de vote.
En août 2025, Anzuluni est nommé ministre de l'Intégration régionale dans le gouvernement Suminwa II.